# Karlstad
Karlstad város Svédországban. Egyeteme és egy kisebb nemzetközi repülőtere van.

## Fekvése
Nyugat-Svédországban fekszik, Värmland megyében. Karlstad község központja. Az ország legnagyobb tava, a Vänern-tó északi partján, egy folyó deltájának szigetein épült. Az Oslót és Stockholmot összekötő vasúti fővonal mellett fekszik.

## Története
1584-ben kapott városi rangot a későbbi IX. Károly svéd királytól (nevét is róla kapta). A 17. században püspöki székhely volt. A város többször leégett, legutóbb 1865-ben.

## Főbb nevezetességei
- A karlstadi dóm, 1730-ban épült.
- A szabadkőműves székház a főtéren, ami Norvégia és Svédország 1905-ben történt békés szétválásához vezető tárgyalások színhelye volt.

## Galéria

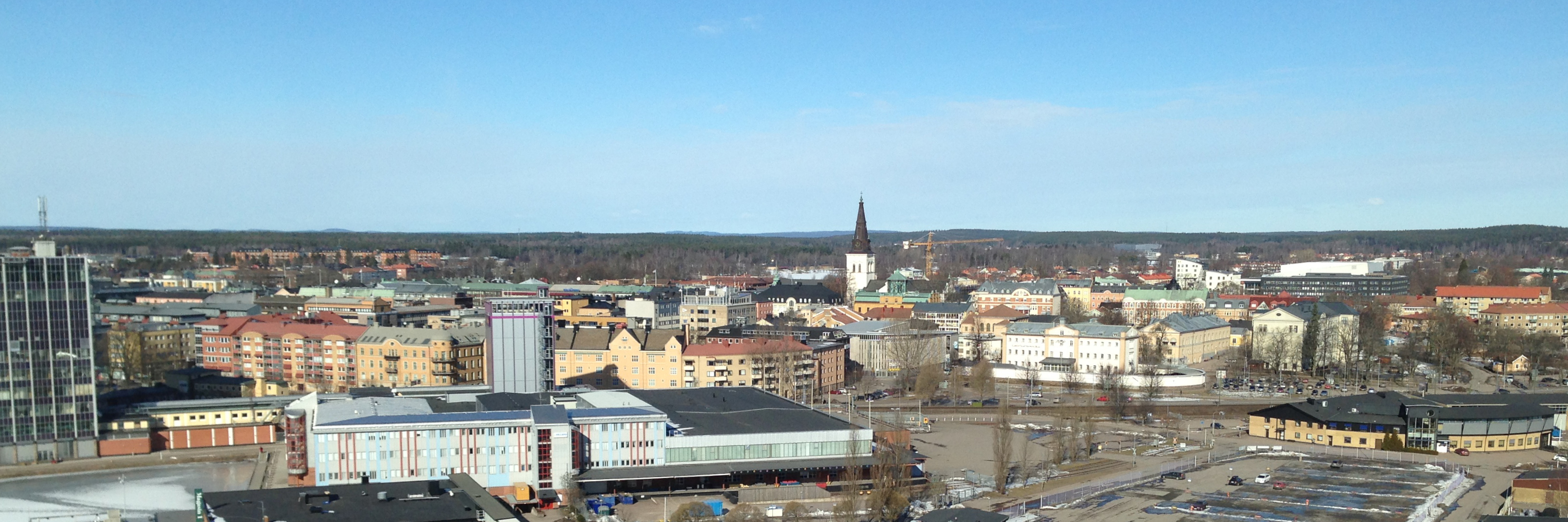
Városkép
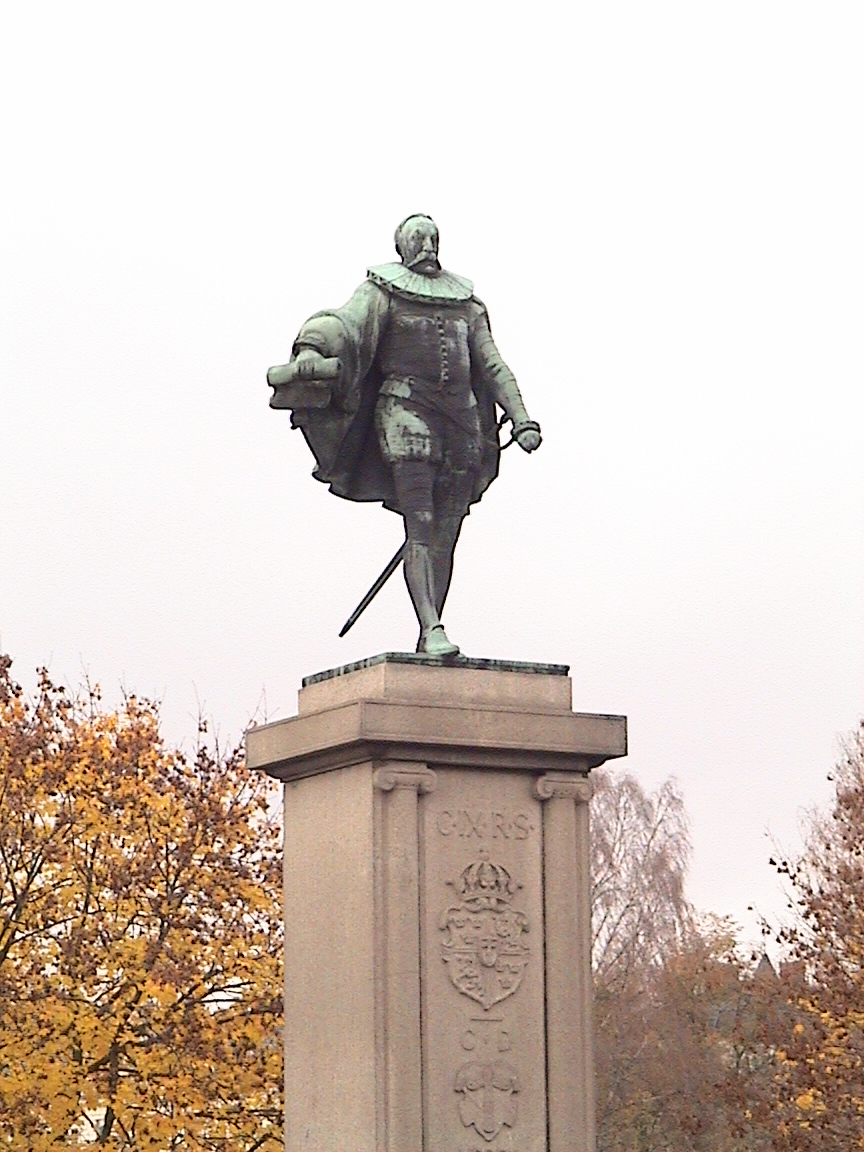
IX. Károly szobra
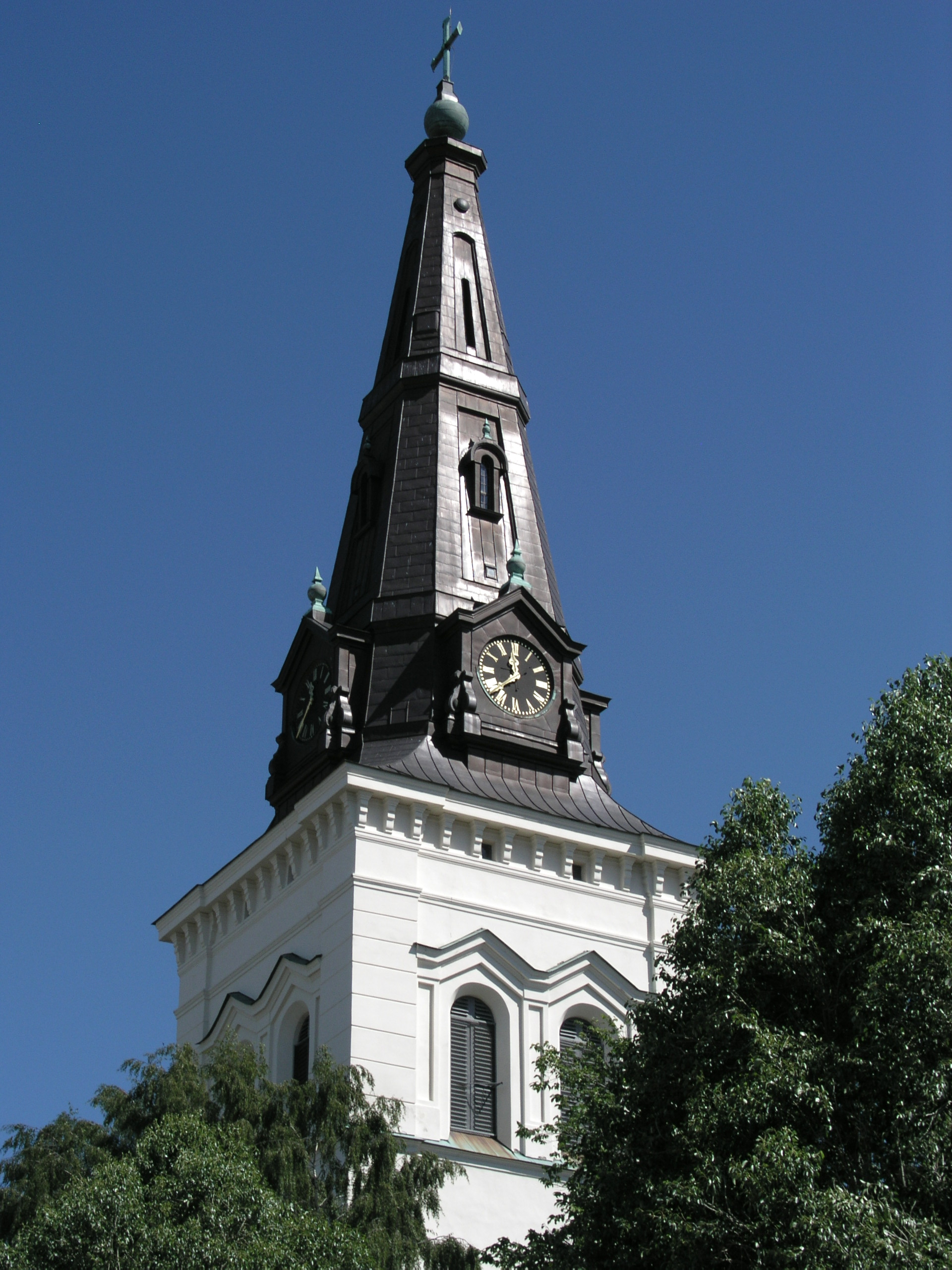
A karlstadi dóm tornya